# نادر المیاغری
نادر المیاغری (انگلیسی: Nadir Lamyaghri؛ زادهٔ ۱۳ فوریهٔ ۱۹۷۶) بازیکن فوتبال اهل مراکش بود.
از باشگاه‌هایی که در آن بازی کرده‌است می‌توان به باشگاه فوتبال الوحده امارات، باشگاه فوتبال حسینیه اکادیر، و باشگاه فوتبال الوداد کازابلانکا اشاره کرد.
وی همچنین در تیم ملی فوتبال مراکش بازی کرده‌است.